# Giải Bông Sen cho phim truyện điện ảnh
Giải Bông Sen cho phim truyện điện ảnh là hạng mục quan trọng nhất trong hệ thống Giải thưởng của Liên hoan phim Việt Nam. Đây là sự kiện và giải thưởng điện ảnh cao quý do Bộ Văn hóa - Thông tin và Cục Điện ảnh tổ chức.
So với Giải Cánh Diều Vàng cho phim truyện điện ảnh của Hội Điện ảnh Việt Nam, giải Bông Sen Vàng cho phim truyện điện ảnh có tính chính thống hơn. Theo quy định, chỉ những bộ phim và cá nhân đoạt giải chính thức tại LHP quốc tế mới được quy đổi giải thưởng tương đương với 1 Bông Sen vàng. Còn lại, phim giành giải Cánh Diều vàng, Huy chương vàng tại LH truyền hình toàn quốc và cá nhân được trao giải cao nhất tại giải thưởng thường niên của Hội điện ảnh VN, LH truyền hình toàn quốc chỉ được tính bằng 1/2 Bông Sen vàng.

## Danh sách phim đoạt giải theo năm
| Phim nhận giải Bông sen vàng            |
| Phim nhận giải Bông sen bạc             |
| Phim nhận Giải thưởng của Ban giám khảo |

### Thập niên 1970
| Năm          | Tác phẩm                | Đạo diễn                               | Sản xuất                       | Chú thích                   |
| ------------ | ----------------------- | -------------------------------------- | ------------------------------ | --------------------------- |
| 1970 (lần 1) | Nổi gió                 | NSND Nguyễn Huy Thành                  | Xí nghiệp phim truyện Việt Nam | [ 2 ] [ 3 ] [ 4 ]           |
| 1970 (lần 1) | Nguyễn Văn Trỗi         | NSND Bùi Đình Hạc, NSƯT Lý Thái Bảo    | Hãng phim Hà Nội               | [ 2 ] [ 3 ] [ 4 ]           |
| 1970 (lần 1) | Người chiến sĩ trẻ      | NSND Nguyễn Hải Ninh                   | Xí nghiệp phim truyện Việt Nam | [ 2 ] [ 3 ] [ 4 ]           |
| 1970 (lần 1) | Rừng o Thắm             | NSND Nguyễn Hải Ninh                   | Xí nghiệp phim truyện Việt Nam | [ 2 ] [ 3 ] [ 4 ]           |
| 1970 (lần 1) | Biển gọi                | NSƯT Nguyễn Tiến Lợi                   | Xí nghiệp phim truyện Việt Nam | [ 2 ] [ 3 ] [ 4 ]           |
| 1970 (lần 1) | Cô giáo Hạnh            | NSƯT Vũ Phạm Từ                        | Xí nghiệp phim truyện Việt Nam | [ 2 ] [ 3 ] [ 4 ]           |
| 1970 (lần 1) | Trên vĩ tuyến 17        | NSƯT Lý Thái Bảo, Nhất Hiên            | Xí nghiệp phim truyện Việt Nam | [ 2 ] [ 3 ] [ 4 ]           |
| 1973 (lần 2) | Chị Tư Hậu              | NSND Phạm Kỳ Nam                       | Xí nghiệp phim truyện Việt Nam | [ 5 ] [ 6 ] [ 7 ] [ 8 ]     |
| 1973 (lần 2) | Chung một dòng sông     | NSND Nguyễn Hồng Nghi NSND Phạm Kỳ Nam | Xí nghiệp phim truyện Việt Nam | [ 5 ] [ 6 ] [ 7 ] [ 8 ]     |
| 1973 (lần 2) | Đường về quê mẹ         | NSND Bùi Đình Hạc                      | Xí nghiệp phim truyện Việt Nam | [ 5 ] [ 6 ] [ 7 ] [ 8 ]     |
| 1973 (lần 2) | Chuyện vợ chồng anh Lực | NSND Trần Vũ                           | Xí nghiệp phim truyện Việt Nam | [ 5 ] [ 6 ] [ 7 ] [ 8 ]     |
| 1973 (lần 2) | Con chim vành khuyên    | NSND Trần Vũ NSND Nguyễn Văn Thông     | Xí nghiệp phim truyện Việt Nam | [ 5 ] [ 6 ] [ 7 ] [ 8 ]     |
| 1973 (lần 2) | Vĩ tuyến 17 ngày và đêm | NSND Hải Ninh                          | Xí nghiệp phim truyện Việt Nam | [ 5 ] [ 6 ] [ 7 ] [ 8 ]     |
| 1973 (lần 2) | Vợ chồng A Phủ          | NSND Mai Lộc                           | Xí nghiệp phim truyện Việt Nam | [ 5 ] [ 6 ] [ 7 ] [ 8 ]     |
| 1973 (lần 2) | Tiền tuyến gọi          | NSND Phạm Kỳ Nam Quốc Long             | Xí nghiệp phim truyện Việt Nam | [ 5 ] [ 6 ] [ 7 ] [ 8 ]     |
| 1975 (lần 3) | Em bé Hà Nội            | NSND Nguyễn Hải Ninh                   | Xí nghiệp phim truyện Việt Nam | [ 9 ]                       |
| 1975 (lần 3) | Đến hẹn lại lên         | NSND Trần Vũ                           | Xí nghiệp phim truyện Việt Nam | [ 9 ]                       |
| 1975 (lần 3) | Bài ca ra trận          | NSND Trần Đắc                          | Xí nghiệp phim truyện Việt Nam | [ 9 ]                       |
| 1975 (lần 3) | Quê nhà                 | NSƯT Nguyễn Ngọc Trung                 | Xí nghiệp phim truyện Việt Nam | [ 10 ]                      |
| 1977 (lần 4) | Sao tháng Tám           | NSND Trần Đắc                          | Xí nghiệp phim truyện Việt Nam | [ 11 ] [ 12 ] [ 13 ] [ 14 ] |
| 1977 (lần 4) | Ngày lễ Thánh           | NSND Bạch Diệp                         | Xí nghiệp phim truyện Việt Nam | [ 11 ] [ 12 ] [ 13 ] [ 14 ] |
| 1977 (lần 4) | Chuyến xe bão táp       | NSND Trần Vũ NSND Trần Phương          | Xí nghiệp phim truyện Việt Nam | [ 11 ] [ 12 ] [ 13 ] [ 14 ] |
| 1977 (lần 4) | Cô Nhíp                 | NSƯT Khương Mễ                         | Hãng phim Giải Phóng           | [ 11 ] [ 12 ] [ 13 ] [ 14 ] |
| 1977 (lần 4) | Quyển vở sang trang     | NSND Bạch Diệp                         | Xí nghiệp phim truyện Việt Nam | [ 15 ]                      |

### Thập niên 1980
| Năm                | Tác phẩm                                   | Đạo diễn                      | Sản xuất                       | Chú thích                   |
| ------------------ | ------------------------------------------ | ----------------------------- | ------------------------------ | --------------------------- |
| 1980 (lần 5)       | Mẹ vắng nhà                                | NSND Nguyễn Khánh Dư          | Xí nghiệp phim truyện Việt Nam | [ 16 ] [ 17 ] [ 18 ] [ 19 ] |
| 1980 (lần 5)       | Những người đã gặp                         | NSND Trần Vũ NSND Trần Phương | Hãng phim truyện Việt Nam      | [ 16 ] [ 17 ] [ 18 ] [ 19 ] |
| 1980 (lần 5)       | Cánh đồng hoang                            | NSND Nguyễn Hồng Sến          | Hãng phim Giải Phóng           | [ 16 ] [ 17 ] [ 18 ] [ 19 ] |
| 1980 (lần 5)       | Mối tình đầu                               | NSND Hải Ninh                 | Xí nghiệp phim truyện Việt Nam | [ 16 ] [ 17 ] [ 18 ] [ 19 ] |
| 1980 (lần 5)       | Tội lỗi cuối cùng                          | NSND Trần Phương              | Hãng phim truyện Việt Nam      | [ 16 ] [ 17 ] [ 18 ] [ 19 ] |
| 1980 (lần 5)       | Mùa gió chướng                             | NSND Nguyễn Hồng Sến          | Hãng phim Giải Phóng           | [ 16 ] [ 17 ] [ 18 ] [ 19 ] |
| 1983 (lần 6)       | Thị xã trong tầm tay                       | NSND Đặng Nhật Minh           | Hãng phim truyện Việt Nam      | [ 20 ] [ 21 ] [ 22 ]        |
| 1983 (lần 6)       | Về nơi gió cát                             | NSND Huy Thành                | Hãng phim Giải Phóng           | [ 20 ] [ 21 ] [ 22 ]        |
| 1983 (lần 6)       | Hy vọng cuối cùng                          | NSND Trần Phương              | Hãng phim truyện Việt Nam      | [ 20 ] [ 21 ] [ 22 ]        |
| 1983 (lần 6)       | Vùng gió xoáy                              | NSND Nguyễn Hồng Sến          | Hãng phim Giải Phóng           | [ 20 ] [ 21 ] [ 22 ]        |
| 1983 (lần 6)       | Miền đất không cô đơn                      | NSND Nguyễn Khắc Lợi          | Hãng phim truyện Việt Nam      | [ 20 ] [ 21 ] [ 22 ]        |
| 1983 (lần 6)       | Ngọn lửa Thành Đồng                        | NSƯT Lê Mộng Hoàng            | Xưởng phim Nguyễn Đình Chiểu   | [ 20 ] [ 21 ] [ 22 ]        |
| 1983 (lần 6)       | Ván bài lật ngửa: Đứa con nuôi vị giám mục | Lê Hoàng Hoa                  | Hãng phim Giải Phóng           | [ 20 ] [ 21 ] [ 22 ]        |
| 1983 (lần 6)       | Tình yêu của em                            |                               | Xưởng phim Nguyễn Đình Chiểu   | [ 20 ] [ 21 ] [ 22 ]        |
| 1983 (lần 6)       | Đất mẹ                                     | NSND Hải Ninh                 | Hãng phim truyện Việt Nam      | [ 20 ] [ 21 ] [ 22 ]        |
| 1983 (lần 6)       | Biển sáng                                  |                               |                                | [ 20 ] [ 21 ] [ 22 ]        |
| 1985 (lần 7)       | Bao giờ cho đến tháng Mười                 | NSND Đặng Nhật Minh           | Hãng phim truyện Việt Nam      | [ 22 ] [ 23 ]               |
| 1985 (lần 7)       | Xa và gần                                  | NSND Huy Thành                | Hãng phim Giải Phóng           | [ 22 ] [ 23 ]               |
| 1985 (lần 7)       | Ván bài lật ngửa: Trời xanh qua kẽ lá      | Khôi Nguyên                   | Hãng phim Giải Phóng           | [ 22 ] [ 23 ]               |
| 1987/ 1988 (lần 8) | Truyện cổ tích cho tuổi mười bảy           | NSƯT Xuân Sơn                 | Hãng phim truyện Việt Nam      | [ 24 ] [ 25 ] [ 26 ]        |
| 1987/ 1988 (lần 8) | Anh và em                                  | NSND Trần Vũ                  | Hãng phim truyện Việt Nam      | [ 24 ] [ 25 ] [ 26 ]        |
| 1987/ 1988 (lần 8) | Cô gái trên sông                           | NSND Đặng Nhật Minh           | Hãng phim truyện Việt Nam      | [ 24 ] [ 25 ] [ 26 ]        |
| 1987/ 1988 (lần 8) | Huyền thoại về người mẹ                    | NSND Bạch Diệp                | Hãng phim truyện Việt Nam      | [ 24 ] [ 25 ] [ 26 ]        |
| 1987/ 1988 (lần 8) | Thằng Bờm                                  | NSƯT Lê Đức Tiến              | Hãng phim truyện Việt Nam      | [ 24 ] [ 25 ] [ 26 ]        |
| 1987/ 1988 (lần 8) | Cơn lốc đen                                | NSND Thụy Vân                 | Hãng phim Nguyễn Đình Chiểu    | [ 24 ] [ 25 ] [ 26 ]        |
| 1987/ 1988 (lần 8) | Hai Cũ                                     | Lam Sơn (Bùi Sơn Duân)        | Hãng phim Giải Phóng           | [ 24 ] [ 25 ] [ 26 ]        |
| 1987/ 1988 (lần 8) | Phiên tòa cần chánh án                     | Việt Linh                     | Hãng phim Giải Phóng           | [ 24 ] [ 25 ] [ 26 ]        |

### Thập niên 1990
| Năm           | Tác phẩm                  | Đạo diễn              | Sản xuất                      | Chú thích            |
| ------------- | ------------------------- | --------------------- | ----------------------------- | -------------------- |
| 1990 (lần 9)  | Kiếp phù du               | NSND Hải Ninh         | Hãng phim truyện Việt Nam     | [ 27 ] [ 28 ] [ 29 ] |
| 1990 (lần 9)  | Tuổi thơ dữ dội           | Nguyễn Vinh Sơn       | Hãng phim Giải Phóng          | [ 27 ] [ 28 ] [ 29 ] |
| 1990 (lần 9)  | Tướng về hưu              | NSND Nguyễn Khắc Lợi  | Hãng phim truyện Việt Nam     | [ 27 ] [ 28 ] [ 29 ] |
| 1990 (lần 9)  | Gánh xiếc rong            | Việt Linh             | Hãng phim Giải Phóng          | [ 27 ] [ 28 ] [ 29 ] |
| 1990 (lần 9)  | Người đàn bà nghịch cát   | Đỗ Minh Tuấn          | Hãng phim Giải Phóng          | [ 27 ] [ 28 ] [ 29 ] |
| 1990 (lần 9)  | Người trong cuộc          | NSND Thế Anh          | Hãng phim Giải Phóng          | [ 27 ] [ 28 ] [ 29 ] |
| 1990 (lần 9)  | Người tìm vàng            | NSND Đào Bá Sơn       | Hãng phim Giải Phóng          | [ 27 ] [ 28 ] [ 29 ] |
| 1993 (lần 10) | Vị đắng tình yêu          | Lê Xuân Hoàng         | Hãng phim Giải Phóng          | [ 30 ] [ 31 ] [ 32 ] |
| 1993 (lần 10) | Xương rồng đen            |                       | Hãng phim Nguyễn Đình Chiểu   | [ 30 ] [ 31 ] [ 32 ] |
| 1993 (lần 10) | Lương tâm bé bỏng         |                       | Hãng phim Giải Phóng          | [ 30 ] [ 31 ] [ 32 ] |
| 1993 (lần 10) | Canh bạc                  | Lưu Trọng Ninh        | Hãng phim truyện Việt Nam     | [ 30 ] [ 31 ] [ 32 ] |
| 1993 (lần 10) | Dấu ấn của quỷ            | Việt Linh             | Hãng phim Giải Phóng          | [ 30 ] [ 31 ] [ 32 ] |
| 1993 (lần 10) | Chuyện tình bên dòng sông | NSƯT Đức Hoàn         | Hãng phim truyện Việt Nam     | [ 30 ] [ 31 ] [ 32 ] |
| 1996 (lần 11) | Giải hạn                  | Vũ Xuân Hưng          | Hãng phim truyện Việt Nam     | [ 33 ]               |
| 1996 (lần 11) | Hoa của trời              |                       |                               | [ 33 ]               |
| 1996 (lần 11) | Bụi hồng                  | Hồ Quang Minh         |                               | [ 33 ]               |
| 1996 (lần 11) | Cây bạch đàn vô danh      | NSND Nguyễn Thanh Vân | Hãng phim truyện Việt Nam     | [ 33 ]               |
| 1996 (lần 11) | Lưỡi dao                  | Lê Hoàng              | Công ty cổ phần phim truyện I | [ 33 ]               |
| 1996 (lần 11) | Bản tình ca trong đêm     |                       |                               | [ 33 ]               |
| 1999 (lần 12) | Ngã ba Đồng Lộc           | Lưu Trọng Ninh        |                               | [ 34 ] [ 35 ]        |
| 1999 (lần 12) | Hà Nội mùa đông năm 46    | NSND Đặng Nhật Minh   | Hãng phim truyện Việt Nam     | [ 34 ] [ 35 ]        |
| 1999 (lần 12) | Ai xuôi vạn lý            | Lê Hoàng              | Hãng phim Giải Phóng          | [ 34 ] [ 35 ]        |
| 1999 (lần 12) | Những người thợ xẻ        | NSƯT Vương Đức        | Hãng phim truyện Việt Nam     | [ 34 ] [ 35 ]        |

### Thập niên 2000
| Năm           | Tác phẩm                   | Đạo diễn                 | Sản xuất                                             | Chú thích     |
| ------------- | -------------------------- | ------------------------ | ---------------------------------------------------- | ------------- |
| 2001 (lần 13) | Đời cát                    | NSND Nguyễn Thanh Vân    | Hãng phim truyện Việt Nam                            | [ 36 ]        |
| 2001 (lần 13) | Mùa ổi                     | NSND Đặng Nhật Minh      | Hãng phim Thanh Niên Viện phim Việt Nam              | [ 36 ]        |
| 2001 (lần 13) | Bến không chồng            | Lưu Trọng Ninh           | Hãng phim truyện Việt Nam                            | [ 36 ]        |
| 2001 (lần 13) | Thung lũng hoang vắng      | NSND Phạm Nhuệ Giang     | Hãng phim truyện Việt Nam                            | [ 36 ]        |
| 2001 (lần 13) | Ba người đàn ông           | Trần Ngọc Phong          | Hãng phim Giải Phóng                                 | [ 37 ] [ 38 ] |
| 2004 (lần 14) | Người đàn bà mộng du       | NSND Nguyễn Thanh Vân    | Hãng phim truyện Việt Nam                            | [ 39 ]        |
| 2004 (lần 14) | Hà Nội 12 ngày đêm         | NSND Bùi Đình Hạc        | Hãng phim truyện Việt Nam                            | [ 39 ]        |
| 2004 (lần 14) | Những cô gái chân dài      | Vũ Ngọc Đãng             | Hãng phim Giải Phóng                                 | [ 39 ]        |
| 2004 (lần 14) | Lưới trời                  | NSƯT Phi Tiến Sơn        |                                                      | [ 39 ]        |
| 2004 (lần 14) | Nguyễn Ái Quốc ở Hồng Kông | NSND Nguyễn Khắc Lợi     |                                                      | [ 39 ]        |
| 2007 (lần 15) | Hà Nội, Hà Nội             | NSƯT Bùi Tuấn Dũng Lý Vỹ |                                                      | [ 40 ]        |
| 2007 (lần 15) | Dòng máu anh hùng          | Charlie Nguyễn           | Jimmy Phạm Nghiêm; Johnny Trí Nguyễn; Charlie Nguyễn | [ 40 ]        |
| 2007 (lần 15) | Mùa len trâu               | Nguyễn Võ Nghiêm Minh    | Jean Bréhat                                          | [ 40 ]        |
| 2007 (lần 15) | Chuyện của Pao             | Ngô Quang Hải            | NSƯT Đặng Tất Bình                                   | [ 40 ]        |
| 2007 (lần 15) | Áo lụa Hà Đông             | Lưu Huỳnh                | Lưu Huỳnh                                            | [ 40 ]        |
| 2007 (lần 15) | Sống trong sợ hãi          | Bùi Thạc Chuyên          | Makoto Ueda                                          | [ 40 ]        |
| 2007 (lần 15) | Vũ điệu tử thần            | NSƯT Bùi Tuấn Dũng       | Hãng phim truyện Việt Nam                            | [ 40 ]        |
| 2009 (lần 16) | Đừng đốt                   | NSND Đặng Nhật Minh      | Nguyễn Thị Hồng Ngát                                 | [ 41 ] [ 42 ] |
| 2009 (lần 16) | Trái tim bé bỏng           | NSND Nguyễn Thanh Vân    | Hãng phim truyện Việt Nam                            | [ 41 ] [ 42 ] |
| 2009 (lần 16) | Trăng nơi đáy giếng        | Nguyễn Vinh Sơn          | Hãng phim Giải Phóng                                 | [ 41 ] [ 42 ] |
| 2009 (lần 16) | Chơi vơi                   | Bùi Thạc Chuyên          | Đặng Tất Bình; Claire-Agnes Lajoumard                | [ 41 ] [ 42 ] |
| 2009 (lần 16) | Huyền thoại bất tử         | Lưu Huỳnh                | Irene Trinh                                          | [ 41 ] [ 42 ] |

### Thập niên 2010
| Năm           | Tác phẩm                           | Đạo diễn                | Sản xuất                                           | Chú thích            |
| ------------- | ---------------------------------- | ----------------------- | -------------------------------------------------- | -------------------- |
| 2011 (lần 17) | Mùi cỏ cháy                        | NSƯT Nguyễn Hữu Mười    | Hãng phim truyện Việt Nam                          | [ 43 ] [ 44 ] [ 45 ] |
| 2011 (lần 17) | Hot boy nổi loạn                   | Vũ Ngọc Đãng            | Nguyễn Phan Quang Bình Ngô Thị Bích Hiền           | [ 43 ] [ 44 ] [ 45 ] |
| 2011 (lần 17) | Vũ điệu đam mê                     | Nguyễn Đức Việt         |                                                    | [ 43 ] [ 44 ] [ 45 ] |
| 2011 (lần 17) | Long Thành cầm giả ca              | NSND Đào Bá Sơn         | Hãng phim Giải Phóng                               | [ 43 ] [ 44 ] [ 45 ] |
| 2011 (lần 17) | Cánh đồng bất tận                  | Nguyễn Phan Quang Bình  | Johnathan Foo Ngô Thị Bích Hiền Ngô Thị Bích Hạnh  | [ 43 ] [ 44 ] [ 45 ] |
| 2011 (lần 17) | Tâm hồn mẹ                         | NSND Phạm Nhuệ Giang    | Hãng phim truyện Việt Nam                          | [ 43 ] [ 44 ] [ 45 ] |
| 2013 (lần 18) | Những người viết huyền thoại       | NSƯT Bùi Tuấn Dũng      | Hãng phim truyện Việt Nam                          | [ 46 ] [ 47 ]        |
| 2013 (lần 18) | Scandal: Bí mật thảm đỏ            | Victor Vũ               | Phạm Việt Anh Khoa Trần Thị Bích Ngọc              | [ 46 ] [ 47 ]        |
| 2013 (lần 18) | Thiên mệnh anh hùng                | Victor Vũ               | Phạm Việt Anh Khoa Lê Lam Viên                     | [ 46 ] [ 47 ]        |
| 2013 (lần 18) | Lạc lối                            | NSND Phạm Nhuệ Giang    |                                                    | [ 46 ] [ 47 ]        |
| 2013 (lần 18) | Nhà có 5 nàng tiên                 | NSND Trần Ngọc Giàu     | Vũ Thị Bích Liên                                   | [ 46 ] [ 47 ]        |
| 2013 (lần 18) | Dành cho tháng 6                   | Nguyễn Hữu Tuấn         |                                                    | [ 46 ] [ 47 ]        |
| 2013 (lần 18) | Và anh sẽ trở lại                  | Đinh Tuấn Vũ            | Đỗ Thanh Sơn                                       | [ 46 ] [ 47 ]        |
| 2015 (lần 19) | Tôi thấy hoa vàng trên cỏ xanh     | Victor Vũ               | Trịnh Thị Thanh Tâm Nguyễn Cao Tùng                | [ 48 ] [ 49 ]        |
| 2015 (lần 19) | Những đứa con của làng             | Nguyễn Đức Việt         |                                                    | [ 48 ] [ 49 ]        |
| 2015 (lần 19) | Cuộc đời của Yến                   | Đinh Tuấn Vũ            | Vương Đức                                          | [ 48 ] [ 49 ]        |
| 2015 (lần 19) | Thầu Chín ở Xiêm                   | NSƯT Bùi Tuấn Dũng      | NSND Nguyễn Thanh Vân                              | [ 48 ] [ 49 ]        |
| 2015 (lần 19) | Người trở về                       | Đặng Thái Huyền         |                                                    | [ 48 ] [ 49 ]        |
| 2015 (lần 19) | Trúng số                           | Dustin Nguyễn           | Dustin Nguyễn Bebe Phạm                            | [ 48 ] [ 49 ]        |
| 2017 (lần 20) | Em chưa 18                         | Lê Thanh Sơn            | Charlie Nguyễn                                     | [ 50 ] [ 51 ]        |
| 2017 (lần 20) | Cha cõng con                       | Lương Đình Dũng         | Nguyễn Chí Dũng                                    | [ 50 ] [ 51 ]        |
| 2017 (lần 20) | Cô hầu gái                         | Derek Nguyễn            | Choi Yuno Vũ Quỳnh Hà Nguyễn Thế Phong             | [ 50 ] [ 51 ]        |
| 2017 (lần 20) | Cô Ba Sài Gòn                      | Trần Bửu Lộc Kay Nguyễn | Ngô Thanh Vân Trần Bửu Lộc Trần Nguyễn Thảo Nguyên | [ 50 ] [ 51 ]        |
| 2017 (lần 20) | 12 chòm sao: Vẽ đường cho yêu chạy | Vũ Ngọc Phượng          | Trịnh Lê Minh Hằng                                 | [ 50 ] [ 51 ]        |
| 2019 (lần 21) | Song lang                          | Leon Lê                 | Ngô Thanh Vân Irene Trinh                          | [ 52 ] [ 53 ]        |
| 2019 (lần 21) | Truyền thuyết về Quán Tiên         | Đinh Tuấn Vũ            | Nguyễn Thị Hồng Ngát                               | [ 52 ] [ 53 ]        |
| 2019 (lần 21) | Hai Phượng                         | Lê Văn Kiệt             | Ngô Thanh Vân Trần Bửu Lộc                         | [ 52 ] [ 53 ]        |
| 2019 (lần 21) | Cua lại vợ bầu                     | Nhất Trung              | Quyền ĐH                                           | [ 52 ] [ 53 ]        |
| 2019 (lần 21) | 100 ngày bên em                    | Vũ Ngọc Phượng          | Jin Zhong Bo                                       | [ 52 ] [ 53 ]        |

### Thập niên 2020
| Năm           | Tác phẩm                                      | Đạo diễn                | Sản xuất | Chú thích     |
| ------------- | --------------------------------------------- | ----------------------- | --- | ------------- |
| 2021 (lần 22) | Mắt biếc                                      | Victor Vũ               | Nguyễn Quốc Công Kay Nguyễn                                                                                   | [ 54 ]        |
| 2021 (lần 22) | Bố già                                        | Vũ Ngọc Đãng Trấn Thành | Thảo Nguyễn                                                                                                   | [ 54 ]        |
| 2021 (lần 22) | Ròm                                           | Trần Thanh Huy          | Trần Anh Hùng Nguyễn Trinh Hoan Bảo Nguyễn Nhật Tiên Nguyễn Hoàng Điệp                                        | [ 54 ]        |
| 2021 (lần 22) | Gái già lắm chiêu V: Những cuộc đời vương giả | Nam Cito Bảo Nhân       | | [ 54 ]        |
| 2021 (lần 22) | Bình minh đỏ                                  | Nguyễn Thanh Vân        | | [ 54 ]        |
| 2023 (lần 23) | Tro tàn rực rỡ                                | Bùi Thạc Chuyên         | Trần Thị Bích Ngọc Công ty TNHH Ân Nam Films VIET VISION FLEUR DE LYS                                         | [ 55 ] [ 56 ] |
| 2023 (lần 23) | Đào, Phở và Piano                             | Phi Tiến Sơn            | Công ty Cổ phần Phim truyện I                                                                                 | [ 55 ] [ 56 ] |
| 2023 (lần 23) | Mẹ ơi, Bướm đây!                              | Lưu Huỳnh               | Công ty Cổ phần Truyền thông DZS                                                                              | [ 55 ] [ 56 ] |
| 2023 (lần 23) | Em và Trịnh                                   | Phan Gia Nhật Linh      | Phan Gia Nhật Linh Vũ Quỳnh Hà Nguyễn Quốc Công Nguyễn Quang Dũng Công ty Cổ phần Giải trí và Giáo dục Galaxy | [ 55 ] [ 56 ] |
| 2023 (lần 23) | Con Nhót mót chồng                            | Vũ Ngọc Đãng            | Công ty TNHH Giải trí Tổng hợp Thu Trang                                                                      | [ 55 ] [ 56 ] |